# NGC 4222
NGC 4222 é uma galáxia espiral (Scd) localizada na direcção da constelação de Coma Berenices. Possui uma declinação de +13° 18' 25" e uma ascensão recta de 12 horas, 16 minutos e 22,6 segundos.
A galáxia NGC 4222 foi descoberta em 8 de Abril de 1784 por William Herschel.